# Cam (řeka)
Řeka Cam [kæm] je nížinný tok ve východoanglickém hrabství Cambridgeshire, protékající městem Cambridge. Vzniká na jeho jihozápadním okraji soutokem zdrojnic Granta a Rhee, proudí severovýchodním směrem a jižně od Ely se vlévá do Great Ouse jako jeden z hlavních přítoků. Včetně Granty má délku 69 km a překonává převýšení 110 m, od soutoku s Rhee po ústí činí převýšení jen 4 metry. Tento úsek je splavný pro veslice, jachty a jiné menší lodě.

## Název
Původně se celý tok nazýval Granta a teprve posléze byl přejmenován zpětnou derivací podle města Cambridge (kde se však základ Cam- vyslovuje odlišně [keim]). Není to tedy tak, že původ názvu Cambridge je „Camský most“, kořen cam pochází ze slova Camboricum.
Dosah změny názvu řeky není jednoznačně platný, ale většinou se jako „Cam“ uvádí jen úsek pod soutokem s Rhee. Do zdrojnice Cam/Granta navíc ústí ještě další tok nazývaný „Granta“. Na britském státním mapovém díle jsou zdrojnice uváděny jako „River Cam or Granta“ (tj. „Cam aneb Granta“) a „River Cam or Rhee“ (Cam aneb Rhee).
Zajímavostí je, že nejde o jediný tok toho jména v Anglii – jiná říčka Cam protéká městem Dursley v Gloucestershiru a vlévá se do estuáru řeky Severn.

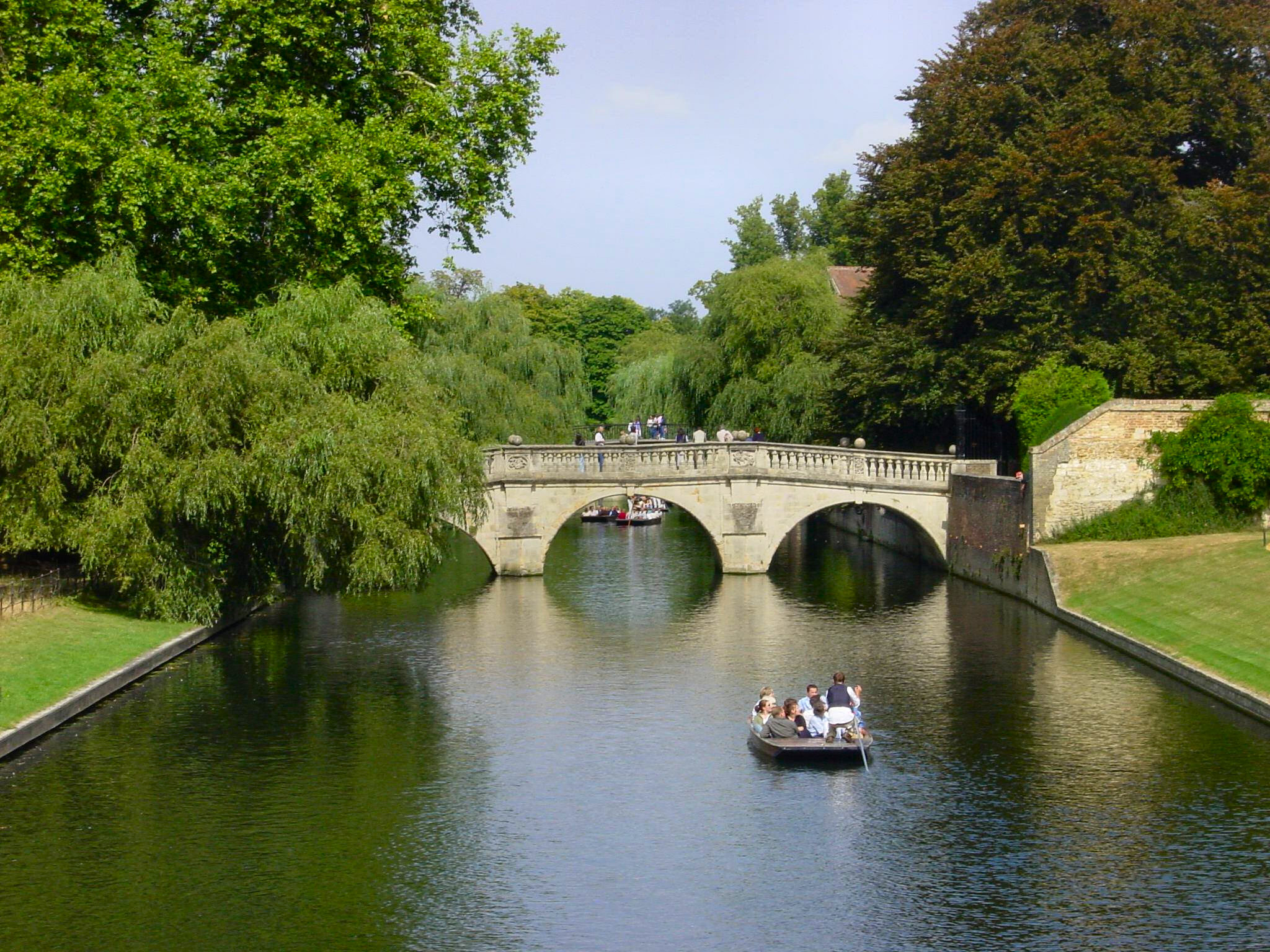
Clare bridge v Cambridgi

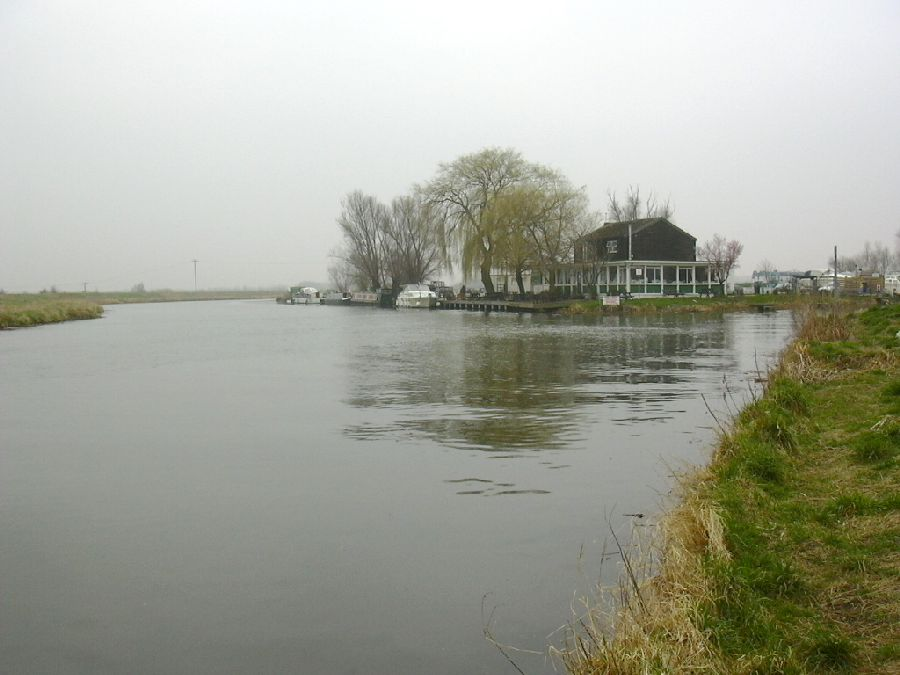
Ústí řeky Cam (vlevo) do Great Ouse

## Rekreace a sport
Cam má dlouhou tradici využití pro rekreaci a vodní sporty, úzce související se studentským životem na zdejší univerzitě. Lidé se zde plaví na kánoích, kajacích i malých plachetnicích.
Zejména na úseku řeky mezi Jesus Lock a Grantchester je velmi populární jízda na pramici, kterých je zde největší hustota v Anglii.
Oblíbené je na řece také rybaření a plavání.

## Záplavy
Na povodí Cam nejsou žádné přehrady, takže v případě silných dešťů zde může dojít k záplavám, které mají vzhledem k rovinaté krajině široký dosah. Nejzávažnější povodně poslední doby se staly roku 2001, nejprve v únoru a pak znovu v srpnu. K dalším vážným záplavám došlo v roce 2009.

## Symbolika
Symbol řeky Cam (dva úzké, světle modré, vlnité, vodorovné pruhy) je na vlajce
Cambridgeshire – hrabstvím, kterým řeka protéká.

Vlajka Cambridgeshire Poměr stran 3:5